# Panzerzug Piłsudczyk
Der Panzerzug Piłsudczyk war ein improvisierter polnischer Panzerzug aus der Zeit des Polnisch-Ukrainischen Krieges von 1918 bis 1919. Er wurde noch am Anfang des Zweiten Weltkrieges eingesetzt und dann aufgegeben.

## Geschichte
Nach dem Ende des Ersten Weltkrieges im November 1918 wurde auf dem Bahnhof Prokocim bei Krakau ein unbeschädigter, moderner Panzerzug der k.u.k. Armee erbeutet. Dieser bestand aus zwei Frontartilleriewagen, zwei Infanteriewagen und einem Kommandowagen. Aus diesem Zug wurden zwei neue Panzerzüge gebildet: zum einen der Panzerzug (Pociąg pancerny) P.P. Nr. 1 Piłsudczyk, zum anderen der P.P. Nr. 2 Śmiały. Als Lokomotive wählte man eine Tenderlokomotive der österreichischen Reihe 229 (Lokomotivnummer 229.42), welche nach dem Ersten Weltkrieg an das polnische Verkehrsministerium abgegeben worden war. Diese war bis Mitte der 1930er Jahre bei dem Panzerzug im Einsatz.

## Einsatz

### Polnisch-Ukrainischer Krieg
Der erste Kampfeinsatz des Panzerzuges fand bei der Schlacht um Lemberg vom November 1918 statt.
Am 10. und 11. März 1919 nahm der Panzerzug Piłsudczyk an den Kämpfen um Gródek Jagielloński teil und half in den folgenden Tagen bei der Verteidigung von Kamienobród und der Wereszyca-Linie.

### Polnisch-Sowjetischer Krieg

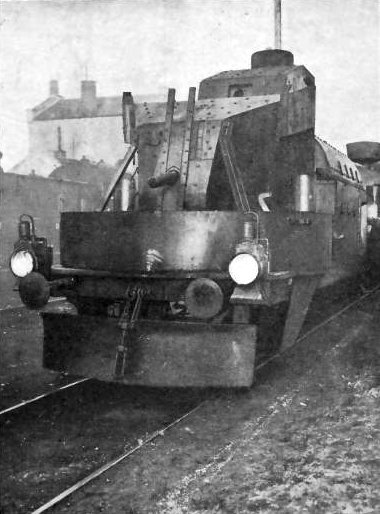
Ein österreichischer Artilleriewagen aus einem Zug des Typs V von 1915, unter anderem beim Panzerzug Piłsudczyk ab 1920 eingesetzt

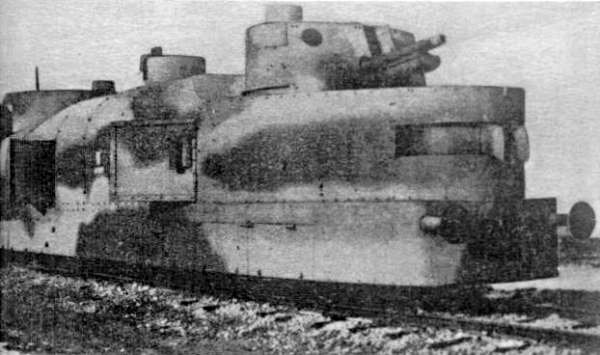
Ein polnischer Artilleriewagen aus dem Jahr 1939, wie er am Panzerzug Piłsudczyk eingesetzt wurde

Während des Polnisch-Sowjetischen Krieges war der Panzerzug der 4. Armee unterstellt. Die Besatzung des Panzerzuges Piłsudczyk, der im März 1919 als Teil der Gruppe von Oberst Paulik kämpfte, zählte 75 Soldaten (darunter 9 Offiziere) im Einsteigezustand. Die Kampfbereitschaft betrug nicht mehr als 50 Soldaten, die drei Kanonen und neun schwere Maschinengewehre bedienten.
1921 nahm das Zugpersonal am dritten schlesischen Aufstand teil, unter anderem an den Kämpfen um Kędzierzyn-Koźle, bei denen 20 % der Soldaten fielen.

### Zwischenkriegszeit
1927 wurde der Panzerzug von der Panzerzug-Ausbildungsstaffel zur neu gebildeten 2. Panzerzugstaffel in Niepołomice verlegt. Es handelte sich um einen Ausbildungszug, der auch in Friedenszeiten in Bereitschaft gehalten wurde.

### Zweiter Weltkrieg
Da die Anzeichen eines Krieges immer größer wurden, begann am 25. August 1939 die Mobilisierung des Panzerzuges. Schon am 3. August traf er zusammen mit dem Versorgungszug in Siemkowice ein. Aus dem Depot wurde eine ungepanzerte Lokomotive vom Typ Ti3 (Preußische G 5.3) geholt, mit einem zivilen Lokführer zugeteilt und schnellstmöglich mit einer Panzerung von 8–20 mm starken Panzerplatten versehen. Der neue Panzerzug mit der Nummer 52 wurde bei der Armee Łódź (Kennung Baszta) der 30. Infanteriedivision zugeteilt, welche im Raum Działoszyn stationiert war. Als am 1. September 1939 die deutsche Wehrmacht in Polen einfiel, wurde der Panzerzug nach Działoszyn verlegt und wehrte dort mehrere Luftangriffe ab. Am 2. September 1939 kehrte die Einheit nach Siemkowice zurück. Bereits am Nachmittag besetzte die Wehrmacht Działoszyn. Der Panzerzug konnte auf der Strecke Działoszyn und Siemkowice allerdings nicht eingesetzt werden, da die Gleise stark beschädigt waren.
Am 3. September zog sich der Panzerzug nach Widawa zurück und wurde der 28. Infanteriedivision unterstellt. Am gleichen Tag wurde er nach Łask verlegt, zog sich aber am 4. September erneut aufgrund der deutschen Angriffe zurück. Als am 5. September die Schlacht an der Warthe stattfand, befand sich der Panzerzug auf Patrouille auf der Strecke zwischen Łask und Zduńska Wola. Hier sollte er einen Gegenangriff des 31. Kaniowski-Schützenregiments bei Mnichów unterstützen. Bereits am Nachmittag zogen sich die polnischen Truppen nach Wojsławice (Chlewo) zurück und sowohl der Panzerzug als auch der Versorgungszug wehrten dabei zahlreiche Luftangriffe ab. Bereits hier wurde in Erwägung gezogen, den Panzerzug aufzugeben und zu zerstören, da die Gleise stark beschädigt waren und der Feind immer näher kam. Es gelang jedoch, den Zug nach Łódź zu bringen.
Am 6. September befand sich der Panzerzug auf Patrouille im Abschnitt zwischen Łask und Pabianice. Während der Patrouille kam der Befehl, sich nach Warschau zurückzuziehen, um auf der Strecke eine Ladung Gold der Bank Poznański zu sichern. Auf dem Weg nach Warschau passierte der Panzerzug mehrere verbrannte Bahnhöfe und zerstörte Transporte. Am Morgen des 8. September erreichte er den Bahnhof von Warschau. Nach der Ankunft dort wurde der Zug der Einsatzgruppe Wyszków zugeteilt und nach Legionowo verlegt. Am Morgen des 9. September erreichte er Tłuszcz.
Am 10. September fuhr der Panzerzug weiter nach Rembertów und wurde dort zur Strecke Mińsk Mazowiecki – Mrozy – Siedlce geschickt. Aufgrund der Zerstörung der Pumpstation in Minsk kam es zu einer großen Verspätung. Hierbei musste das Zugpersonal selbst die Pumpstation reparieren, um mit dem Zug weiter fahren zu können. Östlich von Mrozy gab es eine erneute Verzögerung, da sich auf der Bahnstrecke ein Stau bildete. Der Grund hierfür war die Besetzung von Siedlce und Minsk durch die Wehrmacht. Neben dem Panzerzug Piłsudczyk standen auch der Versorgungszug des Panzerzuges Nr. 13 General Sosnkowski und weitere 17 Evakuierungszüge auf den Gleisen still. Aus diesen Einheiten im Kessel wurde eine improvisierte Gruppe unter dem Kommando von Oberst Mikołaj Prus-Więckowski gebildet.
Am 15. September begann der Panzerzug eine Patrouille auf der Bahnstrecke zwischen Sosnowe und Mrozy. Bereits am nächsten Tag und am 17. September wurden mehrere Angriffe der Wehrmacht abgewehrt. Am Abend des 17. September wurde einer der Artilleriewagen durch einen Angriff zerstört und in der Abenddämmerung mussten sich die Verteidiger von Mrozy wieder in das Dorf Sosnowe zurückziehen. Am Morgen des 18. September wurde Mrozy von polnischen Truppen zurückerobert. In der näheren Umgebung von Mrozy und Cegłów kam es zu heftigen Kämpfen, in denen die polnischen Truppen aufgrund von Munitionsmangel oftmals mit Bajonetten kämpften. Am 19. September wurde ein weiterer Wagen des Panzerzuges zerstört und musste aufgegeben werden.
Am 20. September verfügte der Panzerzug nur noch über ein Geschütz mit sechs Granaten und drei Maschinengewehre. Weitere Durch- oder Ausbrüche waren durch beschädigte Gleise nicht mehr möglich und so entschied die Besatzung, den Zug aufzugeben. In der Nähe von Mrozy an der Bahnstrecke Warschau – Brześć wurde der Zug verlassen und von der eigenen Besatzung gesprengt. Die Soldaten des Panzerzuges versuchten verzweifelt unter der Leitung von Oberst Mikołaj Prus-Więckowski, Warschau zu erreichen. Dies gelang ihnen jedoch nicht und die letzte Schlacht der Besatzung des Panzerzuges fand bei der Schlacht bei Kock unter General Franciszek Kleeberg statt.

## Soldaten des Zuges
Zugkommandanten

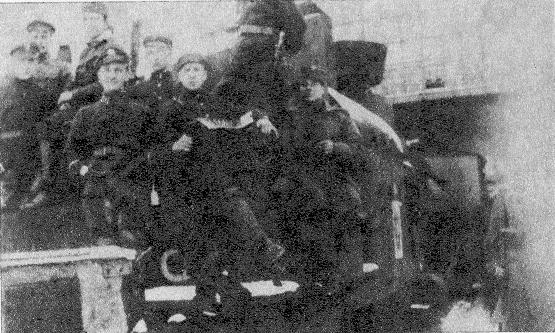
Panzerzug Piłsudczyk und seine Besatzung in Ost-Mallopolska 1918–1919

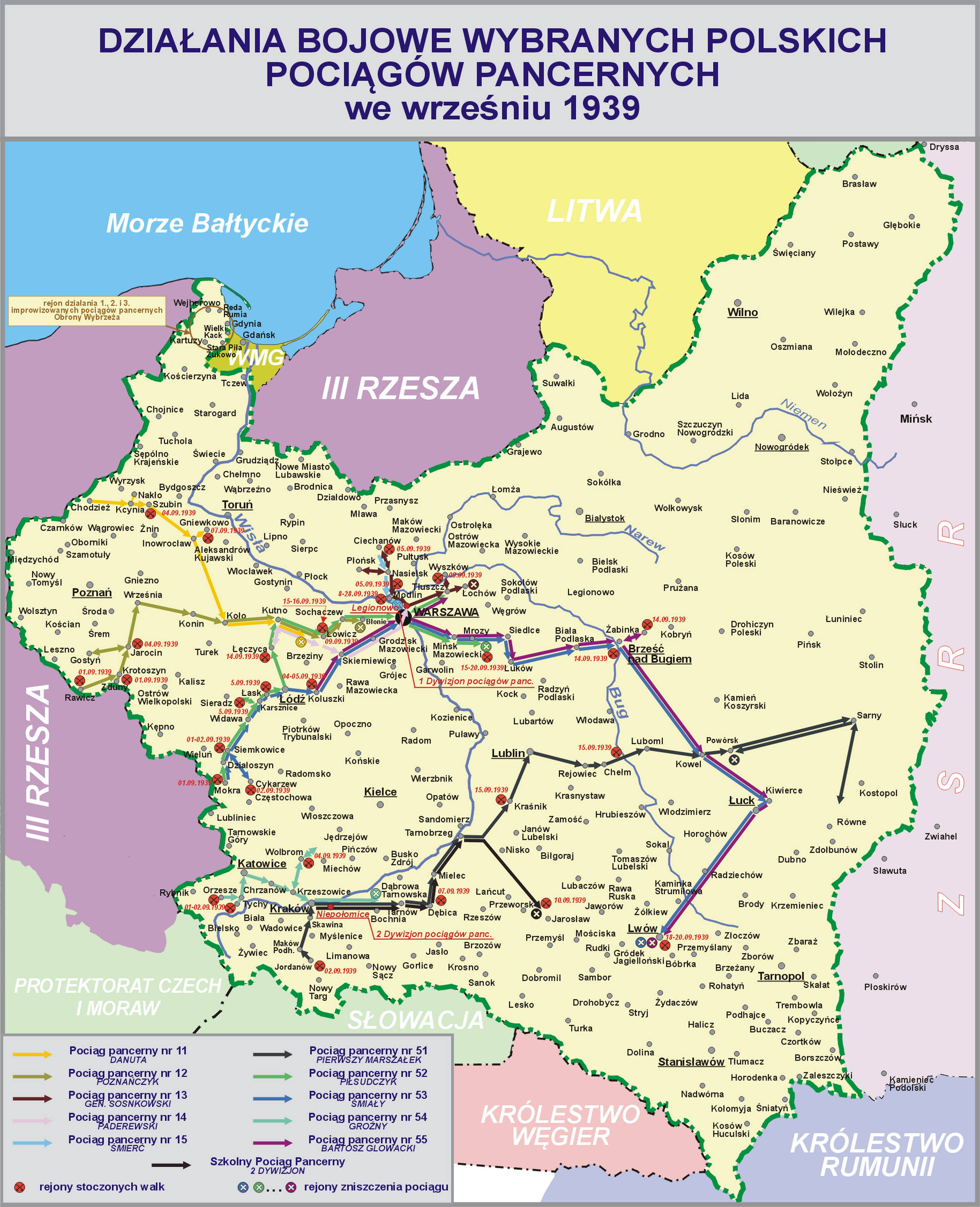
Kampfeinsätze polnischer Panzerzüge im September 1939.

- Leutnant Wilhelm Wilk-Wyrwiński (1918 – 28. Dezember 1918)
- Hauptmann Stanisław Tabisz (1918 – 1919)
- Leutnant der Artillerie Jan Witold Komorowski (1922)[22]
- Hauptmann der Artillerie Janusz Józef Grzesło (1926)[23]
- Hauptmann der Artillerie Albin Olejnik
- Hauptmann Nikolai Gonczar (1939)[4]

Zugbesatzung am 1. September 1939
- Kommandant: Hauptmann Nikolai Gonczar (verwundet am 5. September 1939, erneut verwundet am 17. September 1939 in der Gegend von Mrozy).
- Stellvertreter: Leutnant Bolesław Sitkowski (1942 im KZ Auschwitz ermordet).
- Sanitäter: Leutnant Hieronim Lewkowicz[25]
- Kommandeur des 1. Infanteriezuges: Oberleutnant Roman Malcher (verwundet am 1. September 1939)
- Kommandeur des 2. Infanteriezuges: Leutnant der Reserve Ludwik Bogusław Chrząszcz.
- Oberstleutnant Eugeniusz Gihalski, 2. Reserve.
- Kommandeur des Draisinenzuges: Oberstleutnant Stanisław Mackiewicz
- Technischer Zugführer: Leutnant der Reserve Antoni Michał Kossobudzki

## Zugzusammensetzung (1939)

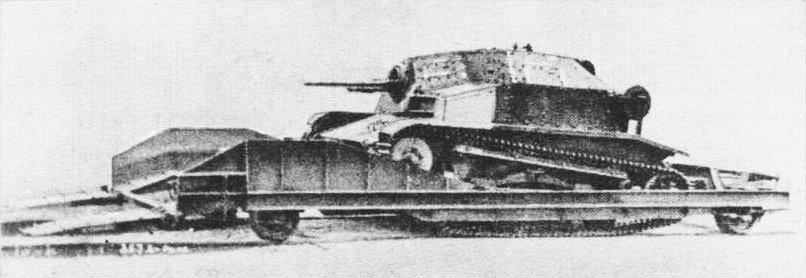
TK-3 in gepanzerter Draisine

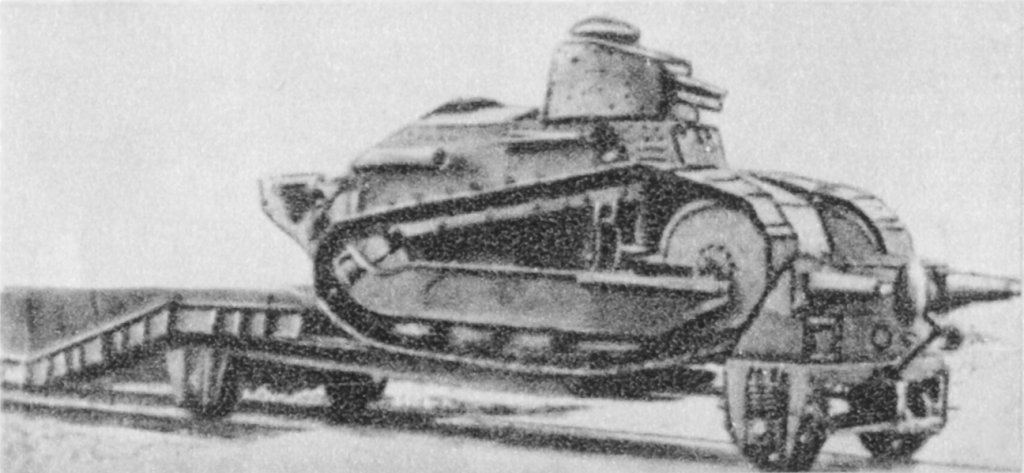
Panzerdraisinen Typ R für den FT-17

- Ti3-13 Panzerdampflokomotive mit Tender Nr. 481 12C1 (mit Kampfturm auf Tender, ähnlich wie Ursus wz. 29)
- Kommandowagen Nr. 402633, ausgestattet mit einer RKDP/P-Funkstation[4]
- zwei Zwillingsartilleriewagen polnischer Bauart Typ III Nr. 699069 und 699070, bewaffnet mit je 1 × 75-mm-Kanone wz.02/26 und 1 × 10-cm-Feldhaubitze M. 14[4]
- 2 Pdks-Plattformen an den Enden des Zuges[4]
- ein Draisinenzug zwei Renault FT und fünf Tanketten TK-3[26]

## Verbleib
Die erste Lokomotive kkStB 229.42 überstand den Einmarsch der Wehrmacht und wurde von der Deutschen Reichsbahn mit der Bezeichnung 75 854 weiter genutzt. Auch den Zweiten Weltkrieg überstand die Lokomotive, bekam danach die Bezeichnung OKl12-2, wurde bis 1950 eingesetzt und am 11. November 1950 verschrottet.
Die zweite Lokomotive vom Typ G 5.3 überstand die Sprengung, wurde von der Wehrmacht erbeutet und weiter eingesetzt. Bei der Reichsbahn bekam sie die Bezeichnung DR 54 654 und wurde beim deutschen Panzerzug Nr. 21 erneut eingesetzt. Nachdem die Rote Armee den Panzerzug Nr. 21 Ende 1944 erbeutet hatte, wurde die Lokomotive mit der neuen Bezeichnung Ti3-1 versehen, bis 1952 eingesetzt und dann verschrottet.
Die Wehrmacht erbeutete einen funktionsfähigen Artilleriewagen und rüstete damit ebenfalls den deutschen Panzerzug Nr. 21 aus. Auch der Kommandowagen war noch intakt und wurde von der Wehrmacht in den Panzerzug Nr. 22 eingegliedert.

## Gedenkplakette

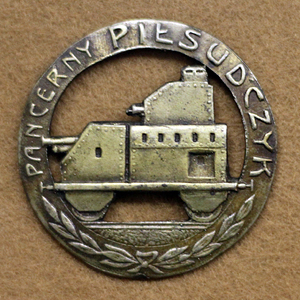
Die Gedenkplakette zum Panzerzug Piłsudczyk

Zum Gedenken an den Einsatz des Panzerzuges und seiner Besatzung und zum Zeichen der Zugehörigkeit wurde ein rundes Abzeichen gefertigt. Dieses wurde am 13. Dezember 1921 mit der Auftragsnummer 49 genehmigt. Es hatte einen Durchmesser von 45 mm. Geprägt war es aus versilberter Bronze. Das Abzeichen war 0,8 mm dick und auf dem oberen Ring stand Pancerny Piłsudczyk (deutsch: Gepanzerter Piłsudczyk). Der untere Teil bestand aus nach rechts und links verlaufenden Lorbeerzweige. In der Mitte war die Silhouette eines Artilleriewagen abgebildet. Dieses Abzeichen wurde am Ärmel getragen.